# I kastylijska wojna domowa
I kastylijska wojna domowa – konflikt toczącego się od 1366 do 1369 roku, wywołany sporem między pretendentami do tronu kastylijskiego – Piotrem I Okrutnym i Henrykiem II Trastámara. Obydwaj władcy byli synami Alfonsa XI, ale Henryk nie był legalnym potomkiem, król spłodził go w pozamałżeńskim związku z Eleonorą de Guzman. W trakcie konfliktu do  walczących stron przyłączały się Anglia i Francja, między którymi trwała Wojna stuletnia. Fakt ten sprawia, iż niektórzy historycy uważają kastylijską wojnę domową za jeszcze jeden z przejawów rywalizacji francusko-angielskiej o dziedzictwo Kapetyngów, czyli za część wojny stuletniej. 

## Przyczyny
Piotr I, syn Marii Portugalskiej i Alfonsa XI, zwany przez swoich zwolenników Sprawiedliwym a przez przeciwników – Okrutnym, objął tron kastylijski w 1350 roku. Niechlubny przydomek, pod którym zapisał się w historii jest prawdopodobnie efektem przekłamań przeciwnej mu magnaterii, oskarżającej go o okrucieństwo i sprzyjanie żydom. Oczernianie Piotra było spowodowane tym, iż władca ten starał się odsunąć od rządzenia krajem wyższe warstwy szlacheckie i oprzeć się na drobnej szlachcie i patrycjacie. Znacznie ograniczył wpływy magnaterii i zmuszał ją do posłuszeństwa, rozszerzając swoje uprawnienia. 
Bracia Piotra I, Henryk i Fadryk Alfons, byli owocami nieformalnego związku Alfonsa XI z Eleonorą de Guzman i jako bastardowie nie mogli dziedziczyć korony kastylijskiej. Usynowił ich Rodrigo Alvarez, do którego należało hrabstwo Trastámara, od którego wzięła się nazwa rodu zapoczątkowanego przez braci. 

## Wybuch wojny
Między braćmi narastała rywalizacja o koronę kastylijską, którą zgodnie z tradycją odziedziczył Piotr. Wpływ mieli także władcy innych państw, którzy chcieli wykorzystać konflikt synów Alfonsa XI do własnych celów. Ostatecznie Trastámarowie wypowiedzieli posłuszeństwo Piotrowi w 1353 roku, kiedy to na rozkaz Marii Portugalskiej Eleonora de Guzman skazana została na śmierć. Zwolennicy Henryka i Fadryka zostali pokonani, a oni sami ratowali się ucieczką do Aragonii. Panujący tam władca Piotr IV, chcąc wzmocnić swoją pozycję względem Piotra I, poparł pretensje Henryka do korony kastylijskiej. Z tego powodu w 1356 roku doszło do wybuchu konfliktu zbrojnego między Aragonią a Kastylią, zwanego Wojną Dwóch Piotrów. 
W trakcie trwania Wojny Dwóch Piotrów, obydwie strony poszukiwały sojuszników. Aragończycy i Trastámarowie zbliżyli się do Francji, zaś Kastylijczycy sprzymierzyli się z Anglią i Portugalczykami. Między monarchami obydwu państw toczyła się wojna stuletnia, chcieli więc wykorzystać walki na półwyspie Iberyjskim do wzmocnienia własnych pozycji. W 1366 roku Henrykowi Trastámara udało się pozyskać francuskie armie najemne pod dowództwem Bertranda du Guesclin i na ich czele najechał Kastylię. Data ta jest uważana za właściwy początek I kastylijskiej wojny domowej. Cała operacja miała błogosławieństwo Aragonii, Francji, papiestwa oraz kastylijskiego możnowładztwa, które liczyło na odzyskanie swojej pozycji.

## Przebieg wojny
Henryk Trastámara w monastyrze w Las Huelgas wezwał do złożenia Piotra I z tronu i sam ogłosił się królem Kastylii, Leónu, Toledo i Sevilli. Piotr I zrozumiał, że jego wojska, uszczuplone jeszcze przez zbuntowanych możnowładców, nie mają szans w starciu z najemnikami Bertranda du Guesclin i zdecydował się na ucieczkę do Gaskonii, będącej w posiadaniu sprzymierzonych z nim Anglików.
Jego prośby o pomoc nie zostały zlekceważone przez Czarnego Księcia, który rozumiał, że triumf sojuszników Karola V może mocno pogorszyć sytuację Anglików we Francji. Piotr I powrócił do Kastylii z wojskami angielskimi dowodzonymi przez Czarnego Księcia i zebrał swoich sojuszników. W 1367 roku pokonał Henryka Trastámara w bitwie pod Nájera i odzyskał władzę w państwie. Anglicy za swoją pomoc zażądali ogromnych pieniędzy, których Piotr nie był w stanie im zapewnić. Wobec tego wycofali się pozostawiając go samego. 
Jego rywal Henryk nie próżnował po porażce. Nie utracił poparcia Karola V z którym w 1368 roku podpisał traktat gwarantujący Walezjuszowi pomoc kastylijskiej floty w zamian za wsparcie w walce przeciwko bratu. Z uzyskanymi w ten sposób wojskami wkroczył do Kastylii w 1369, pokonał wojska Piotra w bitwie pod Montiel, a jego samego zabił. Po tym zwycięstwie został niekwestionowanym królem. Pod jego rządami Kastylia stała się oddanym sojusznikiem Francji i wspierała ją w jej konfliktach.